# 柳生俊方
柳生 俊方（やぎゅう としかた、寛文13年1月3日（1673年2月19日） - 享保15年4月4日（1730年5月20日））は、大和柳生藩の第5代藩主。
柳生宗春（第4代藩主・柳生宗在の兄）の長男。母は九鬼久隆の娘。正室は亀井茲政の娘。継室は岩城重隆の娘。養子に柳生宗盈、柳生矩美、柳生俊平。官位は従五位下、備前守。
延宝4年（1676年）2月24日、早世した父・宗春の代わりに家督を継いだ叔父・宗在の養嗣子となった（その後生まれた宗在の実子は、三田藩主となった俊方の実弟・九鬼副隆の養嗣子・九鬼隆久となった）。

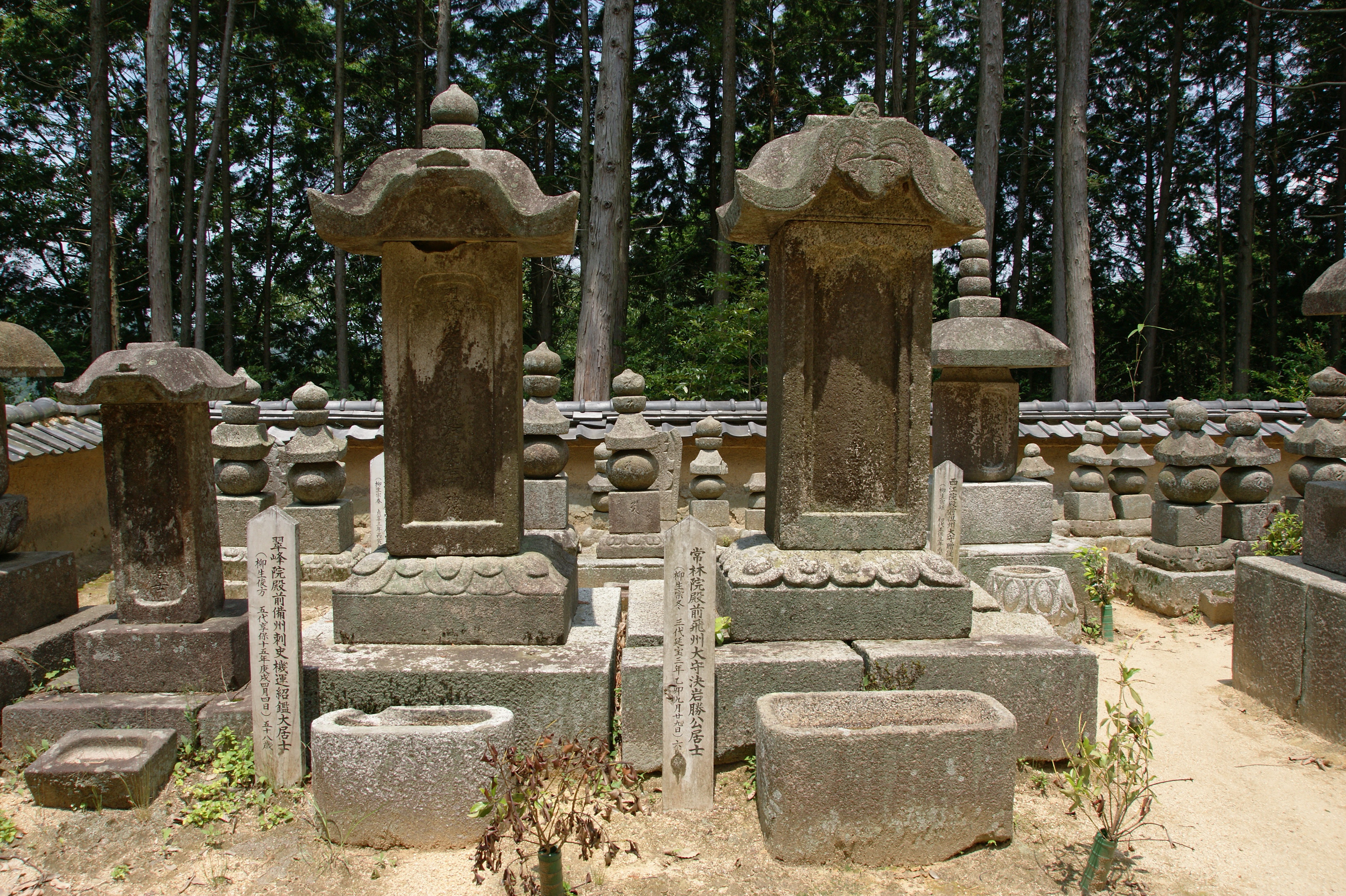
芳徳寺境内にある柳生一族の墓所。中央が俊方の墓

元禄2年（1689年）、宗在の死去により跡を継いだ。当初の諱は宗弘。享保元年（1716年）9月28日、俊方に改名した。
元禄6年（1693年）1月28日、幕府の奥詰衆に加えられる。享保15年（1730年）4月4日、58歳で死去した。墓所は東京都練馬区桜台の広徳寺と奈良県奈良市柳生町の芳徳寺。俊方の死によって柳生宗矩以来の男系の血筋は断絶した。
俊方は3度にわたり養嗣子を迎えており、1人目の宗盈は廃嫡、2人目の矩美は早世し、3人目の俊平が跡を継いだ。
正徳2年（1712年）、村田伊十郎に柳生姓を授けた。伊十郎は柳生久寿と改名、子孫は旗本の家系となった。